# 哥倫比亞司法大廈襲擊事件
哥倫比亞司法大廈襲擊事件（西班牙語：Toma del Palacio de Justicia）是1985年11月6日至7日在哥倫比亞的首都波哥大由4月19日運動發動的一次軍事襲擊。位於玻利瓦尔广场的北側國會場地前，距離總統住所僅隔著一個街區。
隨後，M-19成員綁架了包括治安法官、州議員、司法人員、僱員和訪客等大約350人作為人質。
在入侵之後，國家警察和哥倫比亞陸軍立刻包圍了該建築物，並在1985年11月7日星期四成功反攻。

## 背景以及策劃過程

### 結束停火期
哥倫比亞總統貝利薩里奧·貝坦庫爾·夸爾塔斯曾承諾過要讓各地方武裝實現停火和平，在1983年他與M-19的游擊隊指揮官在西班牙會談，這也是自內戰以來哥倫比亞總統首次與地方武裝會面。
在貝利薩里奧政府在1984年8月28日簽署柯林斯停火協議幾個月後，游擊隊譴責政府違反且撕毀停火條約。

### 策劃過程
該突襲的想法以及過程都是由路易斯·奧特羅·奇富恩特斯所一手策劃，由阿爾瓦羅·法亞德批准執行。在此次事件之前，路易斯·奧特羅·奇富恩特斯也是其他軍事行動的主谋。

## 11月6日

### 開始行動
在上午11點時，7名攜帶武器的便裝游擊隊員在阿方索·贾金領導下進入司法大廈：分別有兩名在國務委員秘書會裏，兩名在國務委員會第三科秘書處，兩名在自助餐廳中，還有一名在三樓。
阿方索·贾金隨即從該建築物的三樓用電話向在卡爾伯南區的一座公寓裡的路易斯·奧特羅溝通，並告訴他已經成功進入在司法大廈，可以繼續執行下一步計劃。之後，路易斯·奧特羅與其他27名游擊隊員駕駛三輛交通工具前往司法大廈。

### 安東尼奧·納里尼奧行動
在游擊隊員到達司法大廈後，開始實施安東尼奧·納里尼奧行動進攻計劃，他們稱這次行動為《安東尼奧·納里尼奧解放人權計劃》（西班牙語：Operación Antonio Nariño por los Derechos del Hombre）
在上午11點半，憲法會議廳正在開會，當地方法官正在報告一起關於反對向美國引渡的條約中的一項要求時，28位由路易斯·奧特羅和安德烈斯·阿爾瑪拉雷斯所帶領的武裝游擊隊員衝進司法大廈，在幾分鐘後他們開始呼喊口號並開槍。一輛卡車同時衝破在第八大街前停車場出口的鐵門，在它的後面跟著兩輛卡車，裏面載滿僞裝哥倫比亞陸軍並攜帶來復槍的遊擊隊員，他們隨即從司法大廈的地下停車場西門進入。並在之後封鎖一樓的主門。
在遊擊隊員進入該建築物同時，一位警員受傷。在短短半個小時左右，遊擊隊員成功控制整棟建築物。

### 《三色83》反擊計劃

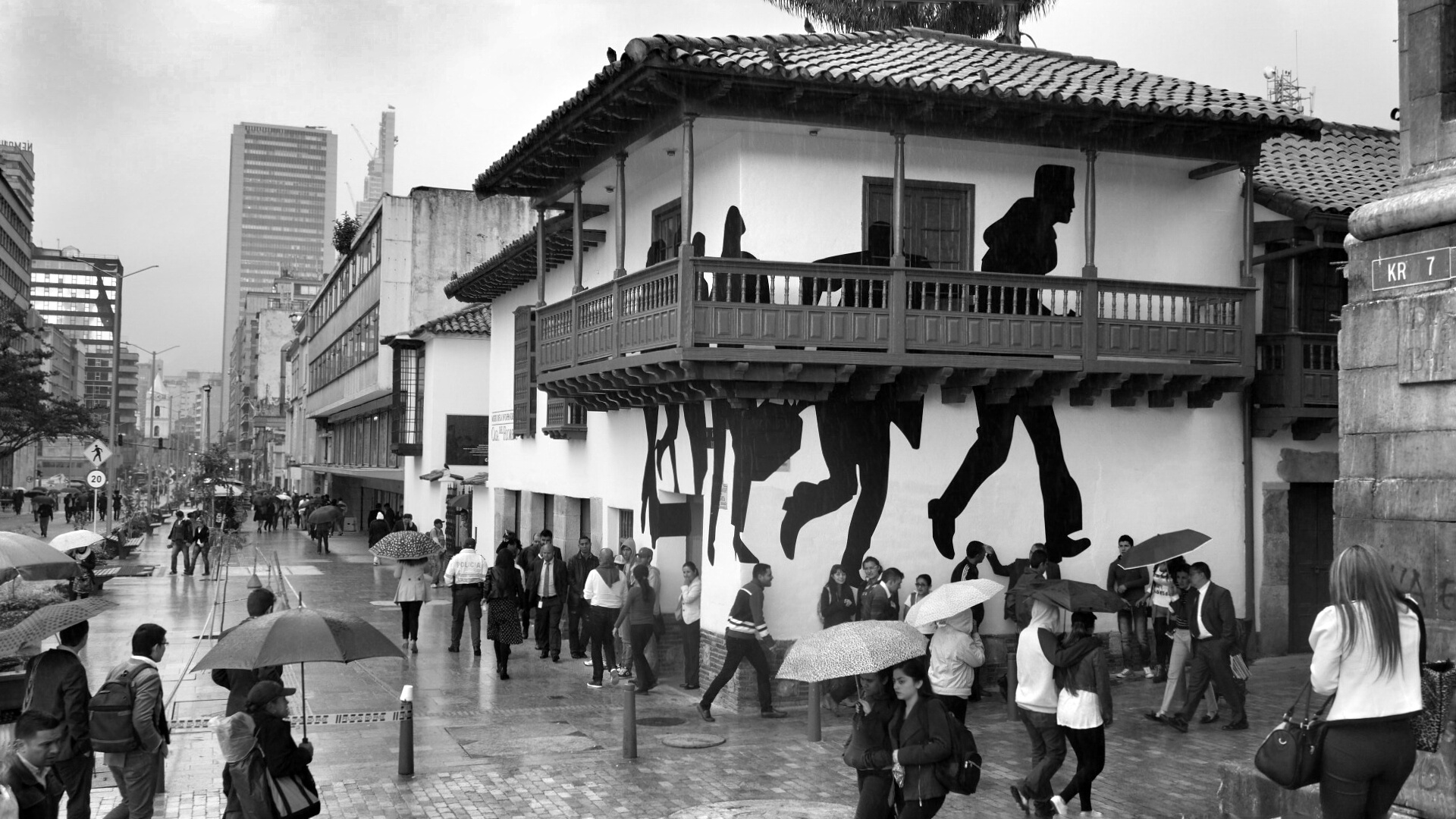
在此事件期間的獨立博物館曾是B-2軍的指揮官埃迪貝爾托·桑切斯，在此指揮反攻行動的據點, 同樣，此博物館也是當時聚集著最多生還者的疏散點。

在襲擊事件發生后不久，哥倫比亞陸軍開始著手計劃反擊行動，並將其命名為《三色83計劃》（西班牙語：Tricolor 83）。第一批到達司法大廈的軍隊是從纳里尼奥之家而來的总统卫队营。
在午后，第一批EE-9裝甲車和EE-11裝甲車部隊開始部署至靠近司法大廈的玻利瓦爾廣場以及第七和第八大道附近。
在下午一點時，總統的所在地纳里尼奥之家以及各大媒體傳來M-19的來電，M-19要求在報紙上進行公佈，並要求在廣播中傳播新聞。 他們要求建立一個無線電頻道，以表達反對派的聲音，且要求共和國的總統以及他的律師在最高法院出面進行政治審判。
幾分鐘后，一隊由总统卫队營的士兵所組成的隊伍進入大廳開始交火，將兩位警員的屍體帶出司法大廈。在下午一點半時，第一批裝甲車駛入地下停車場。下午一點四十分，路易斯·奧特羅向一些媒體確認此次事件的發起者。
在下午一點五十五分，一輛EE-9裝甲車撞開司法大廈一樓的主門，下午兩點，兩架直升機將一隊特警運輸至大廈屋頂，同時，兩輛裝甲車駛入一樓大廳，遊擊隊員以及其人質被迫移動至更高的樓層。在十五分鐘后，一些人質被成功解救，並帶往獨立博物館為其證明身份，其他傷員則帶往醫院進行治療。下午兩點二十五分，第三輛裝甲車同一些從总统卫队营以及炮兵學院的士兵進入一樓大廳，同時，反勒索行動小組也同樣到達樓頂。
下午三點時，貝利薩里奧總統向前總統，總體候選人和議員們尋求意見和幫助。他們一致認為首先必須與他們進行談話，而不是直接武裝反擊司法大廈。在五分鐘后，國會主席阿爾瓦羅·維爾加斯·莫雷諾（西班牙語：Álvaro Villegas Moreno）向地方法官阿方索·雷耶斯·埃坎迪亞以及地方法官佩德羅·埃利亞斯·塞拉諾（西班牙語：Pedro Elías Serrano）通話，他們想請求貝坦庫爾總統停火，並聲稱如果不停火的話，所有的人質都會死，他們還告訴了他們與人質所在的位置。在下午三點十五分，維爾加斯向貝坦庫爾總統發送信説談判未果，不將再談判下去，並且他現在已經失去與雷耶斯的聯絡。
下午五點十分，雷耶斯取得國家警察的指揮官以及同樣也是他的好友維克多·德爾加多·馬拉里諾（西班牙語：Víctor Delgado Mallarino）的聯絡，並告訴他「請立馬停火，這關係到我們的生與死。」西班牙文的原文：《Por favor, que cese el fuego inmediatamente... es de vida o muerte.》，德爾加多告訴他他已經在用盡全力來救援了，並且他需要與M-19聯係，因爲政府已經不打算與他們談判了。 路易斯·奧特羅同意了他的請求並與德爾加多通話。五點半時，軍隊指揮官耶穌·阿曼多·阿里亞斯·卡巴拉雷斯（西班牙語：Jesús Armando Arias Cabrales）接任了救援任務。
下午五點十五分，在四樓發生大火，遊擊隊員和其人質轉移至三樓，這場大火直到現在都沒有澄清原因。在半個小時后，一架直升機將警察以及反勒索行動小組中的傷員撤離現場。下午七點十五分，雷耶斯再次與維爾加斯聯絡，雷耶斯不斷地重復如果再不停止敵對行爲的話，他們將會殺掉所有的人質。隨著幾個小時過去，大火逐漸蔓延。
晚上九點三十分，四樓發生爆炸，在那裏的人開始呼喊並請求立刻停火和讓紅十字會到達現場援助，十五分鐘后，消防隊到達現場並開始滅火，但消防隊剛到現場時，大火已經嚴重摧毀了該建築物。在建築物裏，軍隊和一些人質嘗試使用滅火器來撲滅大火。晚上十點，消防隊開始救助以及運輸因爲大火而逃往天台的避難者。

## 11月7日
上午七點，貝利薩里奧同意與遊擊隊對話，維爾加斯也設法取得了與雷耶斯的聯係，並聲稱已下達停火指令。但是因爲通訊問題而導致軍隊並沒有停火。
下午一點半時，國務委員雷納爾多·阿西尼加斯由M-19游擊隊釋放，向貝坦庫爾總統傳信並允許紅十字會進入，隨後在並不知道停火令並未達成的情況下談判，之後，維加·烏里韋宣布對司法大廈的重新佔領已經結束。

## 事件過後
据統計，包括48名軍人、98名市民以及35名遊擊隊員在此次事件中身亡。，7名市民失蹤

反攻成功后，記者記錄了司法大廈當時的情況，士兵，警察和民防人員將屍體移走，而這些屍體是由軍方未在屍檢情況下被帶走的，其餘無法辨認的燒焦屍體被清除。 此事件結束后，貝坦庫爾總統發表了以下講話：
|  | 當這不可估量般的責任由一名共和國總統承擔時，無論是成敗與否，他要去自己做出選擇，去自己下達相應的命令，去控制整個場面，因此，找到一條出路的方法就只能靠他自己，靠這共和國的總統...(西班牙文原文：Esa inmensa responsabilidad la asumió el Presidente de la República, que para bien o para mal suyo, estuvo personalmente tomando las decisiones, dando personalmente las órdenes respectivas, tomando el control absoluto de la situación, de manera que lo que se hizo para encontrar una salida dentro de la ley fue por cuenta suya, por cuenta del Presidente de la República...） |

在2005年，爲了來調查此事件，真相委員會成立，該委員會認爲貝坦庫爾總統在當時只是一個「無足輕重的觀察者」，因爲在此事件中他沒有和任何一次軍事行動有直接關聯，而且在此事件后一直沒有做出任何的作爲。他們還認爲軍隊在此事件中的行動不成比例，且並不關注于尋找並救助人質。

## 拓展阅读
- （西班牙文）Roberto Ortiz de Zárate. .[2018-12-10]
- （西班牙文） (PDF).   [2020-07-29]. （原始内容 (PDF)存档于2011-01-31）.Juzgado Tercero Penal Especializado de Bogotá (11 de junio de 2010)[2010-06-09]